# Tony Guoga
Antanas Guoga, meglio noto come Tony G o Tony Guoga (Kaunas, 17 dicembre 1973), è un giocatore di poker e politico lituano.

## Carriera
Trasferitosi a Melbourne, in Australia, già all'età di undici anni, incomincia a giocare a poker all'età di diciotto; da bambino ha anche frequentato una scuola di scacchi. Benché sia australiano di adozione, non è raro vedere Tony indossare maglie sportive della Nazionale lituana agli show televisivi.
Nel 2003 si classifica quinto in una delle più importanti competizioni di poker mondiali:  il World Poker Tour Grand Prix a Parigi. Nel 2004 conclude a premi il World Series of Poker in 7 card stud e in pot-limit Texas hold 'em e sempre nel 2004 conclude secondo ancora al World Poker Tour Grand Prix di Parigi: ciò gli valse il montepremi di 414.478$.
Il 7 agosto 2005 vince il No Limit Hold-Em Main Event dell'European Poker Championships, guadagnando 456,822$. Sempre nel 2005 arriva al tavolo finale nel World Speed Poker Open.
Nel 2006 gioca il tour asiatico nell'evento "Bad Boys of poker II" dove indossa un kimono per promuovere il poker in Giappone. Vince il torneo battendo Mike Matusow allo scontro finale: 10♦ 8♦ per lui e K♠ K♥ per Matusow, e sul board 8♠ 10♠ 2♥ 9♥ Q♣. Sempre nel 2006, rappresentando l'Australia, ha concluso secondo all'Intercontinental Poker Championship, guadagnando 150,000$. Il 17 novembre 2006 vince un altro torneo a Singapore: il Betfair Asian Poker Tour, che gli frutta 451,700$.
Nel febbraio 2007 ha preso parte al programma della NBC Poker After Dark, concludendo terzo. Nel novembre dello stesso anno ha vinto un torneo a Mosca che gli ha fruttato 205,000$.
Arrivati al 2011, Tony G vanta un ammontare di oltre 4 milioni di dollari all'attivo.
Nel 2014, Guoga viene eletto europarlamentare per il Partito Liberale lituano.
Il 19 giugno 2017 diventa il nuovo proprietario del Lietuvos rytas, acquistando il 50% delle quote societarie.